# 超逆境クイズバトル!! 99人の壁
『超逆境クイズバトル!! 99人の壁』（ちょうぎゃっきょうクイズバトル きゅうじゅうきゅうにんのかべ、英: The Ninety-nine Walls）は、フジテレビ系列で放送されていたクイズバラエティ番組。3回のパイロット版の放送を経て、2018年10月20日から2021年9月25日まで毎週土曜日 19:00 - 20:00（JST）にてレギュラー放送されていた。
正式名称が長いため、データ放送による番組表、テレビ情報誌、新聞の番組欄等においては単に『クイズ99人の壁』または『99人の壁』と記載されることがある。なお、番組のテレビCM、出題の際にも、MCを務める佐藤により「クイズ99人の壁」と呼称されている。

## 概要
一般人・著名人を含む100人の参加者の中から選ばれた1名のチャレンジャーが、阻止しようとする99人のブロッカーを相手に自分の“得意ジャンル”でクイズに挑戦し、5問連続で正解すれば賞金100万円を獲得できる新感覚バラエティ番組。
MCは、俳優の佐藤二朗が務めている。佐藤は、当番組が初のバラエティ番組レギュラーでもあった。
2017年より、パイロット版が3回放送された後、2018年10月より『さまぁ〜ずの神ギ問』の後番組として土曜19:00 - 20:00枠でレギュラー放送を開始。
2018年12月以降、当番組と20時枠『芸能人が本気で考えた!ドッキリGP』で交互2時間スペシャル（19:00 - 21:00）の放送を行う傾向があった。そのため、放送回数はおおむね月に2～3回と少なく、特番編成などの都合によっては、月1回の放送となることもあった。特に2019年11月9日に放送された後は、年末年始の特別番組やスポーツ中継、『ドッキリGP』の2時間スペシャルなどが重なった結果、次回の放送が2か月半後の2020年1月25日となる異例の編成となった。さらに、2020年3月7日に放送された後の次回放送予定日は6月6日（当初は次回放送を4月18日としていた）となったため、11月から5月の半年で数回程度しか放送されていない。
2020年に入ると後述の問題や新型コロナウイルスの影響で打ち切りも懸念されていたが、同年5月25日に放送された『伊集院光 深夜の馬鹿力』（TBSラジオ）内にて、伊集院光が当番組の収録を再開したことを明言していた。
新型コロナウイルスの影響により、2020年6月6日の放送からは、ブロッカーは全員自宅からのリモート出演となった（事前に決められているチャレンジャーはスタジオ出演）。7月4日の放送からは、一般の参加者も出演しており、同日はブロッカーのうち著名人5名のみスタジオ出演、7月25日からは、ブロッカーのうち各壁の代表者4 - 5名ずつ（著名人2名含む）をスタジオ出演としている。10月17日からは、北の壁のみスタジオ出演、東・南・西の壁はリモート出演としている。なお、スタジオ出演の北壁のうち、一部を除いてはマスクを着用している。
2021年9月をもって、レギュラー放送は終了し、3年間の歴史に幕を閉じた。10月からの土曜19時台は、これまで当番組の後に放送されていた『ドッキリGP』が60分繰り上げとなる。また、空いた土曜20時台枠には金曜20時台枠から移動となる『新しいカギ』が放送されており、さらに空いた金曜20時台枠には以前特番として数回放送されていた『爆買い☆スター恩返し』が放送されていた。
当番組も、引き続き不定期特別番組として放送されていたが、2022年11月14日放送の『ローランドVS W杯戦士！サッカーSP』を以て事実上終了となった。

## ルール
なお、GRAND SLAM達成者が現れたルールのみ、下記に記載している。

### 基本ルール（無差別級）
- 事前のオーディションで選ばれた100人の参加者がそれぞれ北（1 - 25）東（26 - 50）南（51 - 75）西（76 - 100）の「壁」に25人ずつ座り「ブロッカー」となる[注 3]。
- 1人が「チャレンジャー」となり、早押し台が置かれたセンターステージに登壇し、自分が事前に申告したクイズジャンル[注 4]が発表される（パイロット版第3弾からはブロッカー席に挑戦する問題ジャンルが書かれた柱が建てられるようになった）[注 5]。
- 1問目は自分の座る壁の左隣の壁（北の壁のチャレンジャーであれば東の壁、東の壁のチャレンジャーであれば南の壁）の25人[注 6]のブロッカーと早押しクイズで対決。チャレンジャーが正解すれば勝利となる。逆にブロッカーへの敗北、誤答、問題をスルーした場合は敗退・退場となる[注 7]。退場後も元のブロッカー席に戻り以降ブロッカーとしては参加できるが、その回での再びチャレンジャーになることはできない。
- 読み上げ問題でブロッカーが間違えた場合、問題文は始めから読み直されるが、早押しの再開は既に読まれた問題文以降からとなる。誤答したブロッカーは、以後3人のチャレンジャーの問題に解答できなくなる[注 8]。2019年11月9日以降の回では、その問題に間違えたブロッカーが居た壁全員の解答権を失う。
- チャレンジャーが勝利した場合、2問目はチャレンジャー正面の壁も含めたブロッカー50人、3問目は右隣の壁を含めたブロッカー75人[注 9]、4問目・5問目は背後となる自分の壁24人を含めたブロッカー99人と早押しで対決することになる。チャレンジャーが5問連続正解できれば「GRAND SLAM」となり、賞金100万円が入ったアタッシュケースを獲得。ただし、敗北の場合は賞金は無し。
- ブロッカーは阻止に成功した場合、次のチャレンジャーとして挑むことができる（サドンデスクイズ、2択ラリークイズ、の場合、チャレンジャーが誤答した1つ前のブロッカーがチャレンジャーとなる）。センターステージでの挑戦終了後は阻止できた場合、賞金5000円獲得となる。
  - チャレンジャーの誤答・スルーによる敗北、その放送回で既にチャレンジャーとなったブロッカーの阻止成功、GRAND SLAM達成の場合、次のチャレンジャーは佐藤が抽選で決定する。
  - レギュラー版からは抽選箱に番号の他に「二朗」と書かれたボールも入っており、これを引いた場合は佐藤が独断で好きな者をチャレンジャーに指名できる。
- 公平・公正を期すため、MCの佐藤にも問題および解答は知らされていないが、それが元でチャレンジャーとのトーク中に知らずのうちに次の問題の解答を喋ってしまうというハプニングが発生することが有る[注 10]。

### 5ステージ制
2019年6月8日放送分から実施。基本のシステムは変わらないが、回によって細かなルールの差異があるものの以下のルールに変更されている。
- 各問題を「ステージ」と称し、1st〜4thおよびFINALの5段階に分けられ、最初から99人全員が起立し解答権がある状態でスタートする。
- 2019年10月26日放送分から初期と同様に、1st 25人→2nd 50人→3rd 75人→4th 99人→Final 99人の形式に戻された。

1st STAGE ～ 3rd STAGE
- 1stから3rdまでは「穴埋めクイズ」「3択PKクイズ」「ババ抜きサドンデスクイズ」「線繋ぎサドンデスクイズ」など双方が交互に答える問題や、「1ミニッツクイズ」「素朴な疑問クイズ」などチャレンジャーが優先的に答えるステージが用意される（早押し問題が出題される場合もある）。

4th STAGE 早押し問題
- 1問勝負。チャレンジャーが正解できれば「ファイナリスト」として番組ラストに行われるFINAL STAGEへ進出する。
- なお、ブロッカーは4th STAGEまでに阻止できれば賞金1万円+チャレンジャー権獲得。

FINAL STAGE 早押し三本勝負
- その回のファイナリストが1人ずつ99人との早押し対決を行う（他のファイナリストもブロッカーとして参加する）。ファイナリストが3問中2問正解でGRAND SLAM達成・賞金100万円獲得。
- ただし、ファイナリストの不正解は、その問題を落としたとみなし次の問題に移り、ブロッカー側の不正解は、その問題のみ誤答したブロッカーが居る壁全員の解答権が無くなって、クイズは続行される。また、ブロッカーは、1問正解につきブロックボーナスとして3万円獲得。
- なお、2020年1月25日放送分のFINAL STAGE2問目において、東西南北それぞれの壁のブロッカーが誤答をし、東西南北の壁全員（99人）の解答権が失くなるという現象が起きた。

### 下剋上SP
GRAND SLAM達成者による「グランドチャンピオンチーム」VS「ブロッカー99人」、「小学生」 VS 「東大生」、「小学生」 VS 「先生」、「鉄道マニア」 VS 「鉄道会社・旅行会社社員」といった対抗戦方式。ブロッカーのジャンル柱には「学部及び卒業学部（東大生）」「教科もしくは役職（先生）」「所属会社（鉄道・旅行会社）」などが書かれる。
- チャレンジャーチームは各ジャンルで1人ずつ挑戦。誰か1人でもGRAND SLAM達成で賞金100万円をチーム全員で山分け（第1回「小学生 VS 東大生」では200万円）。ブロッカーはどのステージでもブロックに成功すると賞金3万円。さらにチャレンジャーチーム全員のFINAL到達を阻止できれば100人で100万円を山分けできる（「VSグランドチャンピオンチーム」、第1回「小学生 VS 東大生」では全員のGRAND SLAM阻止で山分け）。
- 2020年6月6日放送分のリモートSPからは賞金山分け制度が無くなりGRAND SLAM達成者に100万円が贈られる形に戻った。
- また、「チャレンジャー VS ジャンルのプロ」の大会ではGRAND SLAM達成報酬が100万円からジャンルにちなんだ特典が贈られる形となり、2020年9月5日・19日放送分の「第2回 VS鉄道・旅行会社」ではブロッカーとして参加するJR・JTBから「グランクラスで行く星野リゾート 青森屋1泊2日&高級旅館宿泊券カタログギフト」が、2020年10月17日放送分の「アニメ・声優大会」では「欲しい物・やってみたいことを叶える権利」が与えられた。

### ディズニーSP
2020年3月7日（第1回）、2020年12月19日（第2回）、2021年12月28日放送分（第3回）の「ディズニー知識王決定戦」で実施。
- 第1回・第2回は下記の通り、行われた。
  - 1チャレンジごとに挑戦ジャンルが設定されている。まずは「予選」として参加者にサバイバル制の書き取り問題・3択問題を数問出題。ある程度の人数が減った所で早押し問題を1問出題し、正解した1人がそのジャンルの「チャレンジャー」としてFINAL STAGEに挑戦となる（通常回同様FINAL STAGE挑戦権は1人1回のみ）。
  - FINAL STAGEは99人と5問勝負となり、チャレンジャーが3問正解でGRAND SLAM達成。なお、1～2問は「ババ抜きサドンデスクイズ」「線繋ぎサドンデスクイズ」「無限ラリークイズ」などが出題される。
- 第3回は下記の通り、行われた。
  - 過去2回と同様に1チャレンジごとに挑戦ジャンルが設定されている。第1回と第2回の様に「予選」は行われなかったが、新たに1st STAGE（チャレンジャー1人vsブロッカー25人）、2nd STAGE（チャレンジャー1人vsブロッカー50人）、3rd STAGE（チャレンジャー1人vsブロッカー75人）、FINAL STAGE（チャレンジャー1人vsブロッカー99人）の4つからなる4ステージ制で行われた。
  - 1st STAGE～3rd STAGEは、ステージを落としてしまうとチャレンジャー敗退。
  - FINAL STAGEは99人と7問勝負となり、チャレンジャーが4問正解でGRAND SLAM達成。
- GRAND SLAM達成の場合、ディズニーリゾートから「特別バケーションパッケージ[注 11]」がチャレンジャーに贈られる。
- また、ブロッカーが正解した場合、挑戦権やブロックボーナスの代わりに特別賞品が贈られる。
- 第2回ではオーディションや事前テストを勝ち抜いた20人と芸能人5人がスタジオに呼ばれ25人が「予選」に参加し、FINAL STAGEに進出するチャレンジャー1人を決定。FINAL STAGEではスタジオ進出を逃したブロッカー75人がリモートで参加し、FINAL STAGEに進出したチャレンジャー1人が、スタジオで行われた「予選」で敗退した24人を含めたブロッカー99人と対決する。
- 約2年ぶりスタジオに100人が集結した第3回では、各ジャンルの事前予選で1位のチャレンジャーが、500人以上参加したオーディションやペーパーテスト（事前予選）を通過したブロッカーと対決する。

### 日本のグルメSP
2020年11月14日放送分の「日本のグルメSP」で実施。
- 「日本シリーズルール」と称し、1問目からブロッカー99人全員参加した状態でスタート。チャレンジャーが7問中4問正解（SPワンマッチでは5問中3問正解［短期決戦］）でGRAND SLAM達成。
- なお、そのうち3問は通常チャレンジの序盤に行われる「穴埋めサドンデスクイズ」「1人vs99人 2択クイズ」「無限ラリークイズ」といったチャレンジャーが正解し続ければ負けることがない出題形式が出題される。
- GRAND SLAM達成の場合、番組から「あなたの欲しいもの・やってみたいこと」がチャレンジャーにプレゼントされる。ブロッカーが正解すれば、 挑戦権やブロックボーナスの代わりに特別賞品が贈られる。

### 史上最強の壁SP
2022年5月3日放送分の「史上最強の壁VS芸能人の地元愛SP」で実施。
- 1問目はチャレンジャーがブロッカー25人とクイズで対決し、1問正解すれば25人増えブロッカー50人と対決、2問正解→ブロッカー75人、3問正解→ブロッカー99人と増えていき、最後のブロッカー99人との早押しにチャレンジャーが正解すればGRAND SLAM達成。チャレンジャー不正解のペナルティは問題のスルーとなるが、問題は8問限定のため、チャレンジャーが5問落としてしまった時点で敗北となる。問題は全て早押し（文章、画像）のみが出題される。
- GRAND SLAM達成の場合、チャレンジャーに100万円がプレゼントされる。ブロッカーが正解した場合、1万円のブロックボーナスが贈られる。
- なお、この回のブロッカーは全員過去回に出演し、グランドスラムや複数回ブロックなどの番組の歴史に刻んだブロッカーで構成され、プレートには職業名ではなく、出演当時の得意ジャンルが書かれている。

### ワンピースクイズ王決定戦
2022年8月6日放送分の「ワンピースクイズ王決定戦」で実施。基本は「史上最強の壁SP」と同じ。
- 事前オーディション&ペーパーテスト上位3人が1人ずつチャレンジャーとして挑戦する。全問『ONE PIECE』シリーズに関する問題で構成され、全8問中最初の2問は「1人vs25人 書き取りクイズ」「ババ抜きサドンデス」など、チャレンジャーが正解し続ければ勝てる形式で、残りは早押し問題のみとなる。
- GRAND SLAM達成の場合、チャレンジャーに100万円と声優陣のサイン入りポスターがプレゼントされる。
- この回では壁の順序が固定され、1枚目「芸能人の壁（ワンピース好き芸能人25人）」→2枚目「子どもの壁（ワンピース好き小中学生25人）」→3枚目「プロの壁（ワンピース声優陣や集英社、東映アニメーションスタッフなど25人）」→4枚目「マニアの壁（事前オーディション上位の一般人24人）」を順に攻略していかなければならない。

### 問題形式
一般的な問題の読み上げや映像を用いた早押しクイズの他、指定ジャンルによっては関連する音楽を用いたイントロクイズなどの特殊な形式の問題も出題される。
パイロット版第3弾からは以下に述べる番組特有の出題形式が登場した。
2019年6月22日放送分からは読み上げ問題以外の問題において、正解率が表示されるようになった（7月20日放送分迄）。
スリーアンサークイズ（当初は「一発逆転スリーアンサークイズ」）
2018年11月24日放送回から登場。
表示された3つの事柄に対し、まずはチャレンジャーが3つ全て解答。この時点で全て正解すればチャレンジャー勝利。1つでも不正解があった場合はブロッカーによる1人限定早押しを行い、1つでも正解した場合はチャレンジャー敗北、不正解の場合はチャレンジャー勝利。
2019年7月20日放送回から30秒の制限時間を設けるようになり、1ミニッツクイズのように何回でも解答できる形式にされた。
サドンデスクイズ
正解が複数存在する問題に対して、チャレンジャーとブロッカー（早押しで先制した1名）が交互に答えていく。正解が全て出揃うかブロッカーの誤答・スルーでチャレンジャー勝利。チャレンジャーの誤答・スルーでチャレンジャー敗北となり、最後に答えたブロッカーが次の挑戦権を獲得。
穴埋めサドンデスクイズ・一斉穴埋めクイズ
表示された物の名称や人物のプロフィール、タイトルなどが書かれた選択肢の中から1つずつ選び、穴埋め形式で答えていく。「一斉穴埋めクイズ」ではチャレンジャーがまず解答していき、全て正解すればチャレンジャーの勝ち。誤答が出た時点でブロッカーに解答権が移る。
2020年10月17日放送分では「カラオケ定番のアニメソング」を、2020年12月19日放送分では「ディズニーソング」を歌い上げて解答するカラオケ形式の問題が出題された（2020年10月17日放送分では「穴埋め歌合戦クイズ」、2020年12月19日放送分では「穴埋めクイズ」として出題された）。
2020年11月28日放送回では、チャレンジャーとブロッカーにそれぞれ1回までのお手つきが設けられた。
ババ抜きサドンデスクイズ
表示された選択肢の内、問題の題意を満たす選択肢を1つずつ選んでいく。ただし、1つだけ問題の題意を満たさない「ババ」を選ぶと不正解。
線繋ぎサドンデスクイズ
線繋ぎの要領で、表示された1〜5の選択肢群とA〜Fの選択肢群の中から、関連性があるもの（曲名と歌手、人物と地域など）2つを回答していく。ただし、選択肢の数は5個と6個のため、どれとも合わないダミーの選択肢も混じっている。
2択サドンデスクイズ
2022年11月14日放送分から登場。
あるテーマにまつわる雑学が出題される。表示された選択肢の中から、1つずつ選び「ウソ」か「ホント」で解答する。
1ミニッツクイズ
2019年2月2日放送回から登場。
チャレンジャーに対し、答えが複数個ある1問多答形式の問題を出題。制限時間1分以内に口頭で解答していく。ダブルス戦では交互に解答していくが、ペア同士での相談は不可。この時点で規定数正解すればチャレンジャー勝利。正解数が規定数に満たなかった場合はブロッカーによる1人限定早押しを行い、答え残しのうち1つでも正解すればブロッカー勝利、不正解の場合はチャレンジャー勝利。
基本的には解答をすべて出さないと正解にならないが、下剋上SPでは「事前にブロッカー100人による解答を行い、正解の平均値を超える個数の正解を答えればクリア」というルールになっている。
2択ラリークイズ
2019年2月16日放送回から登場。
次々に出題される2択問題に対してチャレンジャー、ブロッカー（早押しで先制した1名）交互に回答する。ブロッカーの誤答でチャレンジャー勝利、チャレンジャーの誤答でチャレンジャー敗北。問題は全7問（ジャンルによっては全5問）で全て消化した場合もチャレンジャー勝利となる。
連続4択クイズ
2019年6月29日放送回より登場。
挑戦ジャンルにまつわる4択クイズを複数問連続で出題し、全問正解すればチャレンジャーの勝ち。誤答すればブロッカーに解答権が移る。
素朴な疑問クイズ
2019年7月6日放送回より登場。
挑戦ジャンルにまつわる素朴な疑問を問われるので、指定されたワードを用いて一定時間内に説明する。その説明が合っていればチャレンジャーの勝ち。時間内に正しい説明ができなかった場合はブロッカーに解答権が移り、早押しで先取した1人が同様に説明を行い、それが正解であればチャレンジャーの負け。
3択PKクイズ
2019年8月10日放送回より登場。
3択問題にチャレンジャー、ブロッカー（早押しで先制した1名）が交互に回答する。誤答した場合は相手に移動。勝ち越しが決定した地点でチャレンジャーの勝ち。最大5問出題。
書き取りサバイバルクイズ
その時点で起立しているすべての壁とチャレンジャーに黒板が支給され、映像で出題される問題に一斉に筆記で解答する。壁側は誤答・無解答で失格、着席。チャレンジャーは壁が全滅するまで解答を続けられれば勝利、その前に間違えた時点で敗北。
タイムレースクイズ
2019年11月9日放送分より登場。
ジャンルに関する1問多答形式のクイズ（12個）が出題される。先にブロッカー側から出題され、チャレンジャー側から見て壁の左下の人から順番に1番の問題から答えていくのだが、分からない問題を飛ばして答えることが出来ない為、1番の問題から順番に答えていかないといけない。正解、あるいはパスをすれば次の人に解答権が移動する。そのあとチャレンジャーが同じ問題数に挑戦し、ブロッカー側より早く正解できればチャレンジャーの勝ち。できなければ負けとなる。
なお、ブロッカー側には制限時間を設けており、2分以内に全問正解できなかった場合、その時点で打ち止めとなる。その場合チャレンジャーは2分以内にブロッカー側が正解した数よりも多く正解したらチャレンジャーの勝ちとなる。
無限ラリークイズ
2019年11月9日放送分より登場。
チャレンジャーとブロッカーが交互にジャンルに関する問題をA,B,Cの3つの穴埋め形式の選択肢から1つ選んで解答する。正解した選択肢には別の問題が補充される。チャレンジャー・ブロッカー共に2度の誤答で負けとなる。また、ブロッカーの無回答あるいは用意した問題が全て正解された場合チャレンジャーの勝ち。
2020年8月8日放送分では「カラオケ定番の昭和ポップス」を歌い上げて解答するカラオケ形式の問題が出題された（「無限ラリークイズ」として出題された）。
3択サバイバルクイズ
2020年1月25日放送分から追加。
連続で出される3択問題にチャレンジャーとブロッカーが同時に解答する。ブロッカーは間違えた時点で解答権を失う。ブロッカー全員が間違えればチャレンジャーの勝ち。ブロッカーが1人でも残った状態でチャレンジャーが2問間違えればチャレンジャーの負け。
用意した問題が無くなった段階でチャレンジャーとブロッカーが共に残っていた場合は引き分けとなり、別の問題形式に変更して、もう一度同じステージに挑戦し直す。
〇〇人vs××人クイズ
2020年2月22日放送分から登場。
チャレンジャーとブロッカーが一斉に択一問題や書き取り問題に答える。チャレンジャーが正解すれば立ち上がっているブロッカーの人数と同じ点数をチャレンジャーが獲得。ブロッカー側はチャレンジャーを除いて正解した人数がそのまま得点になる。規定問行い、ブロッカーの合計得点をチャレンジャーが上回っていればチャレンジャーの勝ち。下回っていればチャレンジャーの負け。
なお、リモート参加しているブロッカーが回線落ちで参加できなくなった場合、ブロッカーの人数は回線落ちした人数分減らさせる（例えばブロッカー25人のうち2人回線落ちした場合はブロッカー23人となり、チャレンジャーは正解したら23点もらえる）。
ロケ出題クイズ
2020年3月7日放送分から登場。
ほぼほぼ挑戦ジャンルの知識に疎い佐藤がスペシャルロケや特別講義を通して挑戦ジャンルの知識を勉強。その模様や講義内容から出題される。
生出題クイズ
通常の形式において、スタジオを使い生でチャレンジャー・ブロッカーに出題するクイズ。
ジャンル「記憶力」ではババ抜きサドンデスクイズ形式で「一定時間内に1つの壁の挑戦ジャンルを覚えた後、ジャンル札を伏せた状態でその壁にあったジャンルを答えていく（無い物を選んでしまうと不正解）」、ジャンル「間違い探し」ではワンミニットクイズ形式で「全員が伏せた状態で北の壁にスタッフが細工し、通常の状態と違う場所4カ所を1分以内に答える」という問題が出題された。
3択バトルロイヤルクイズ
抽選の代わりに行う最初の挑戦者を決定するオープニングクイズ。
参加者100人が、解説ゲストが指定したジャンルの3択問題に挑戦。一斉に手持ちの札で解答し、正解すれば生き残り、不正解者は脱落・着席。ある程度の人数が減ったところで最終問題となる早押し1問を行い、正解者1名が最初のチャレンジャーとしてセンターステージに進むことができる。
2019年11月9日放送分・2020年1月25日放送分・2020年7月4日放送分ではチャレンジャーの小学生4人による問題が出題され、全問正解者が賞品を獲得できるというチャレンジが番組の最後に行われた（2020年7月4日放送分では選択肢は2択）。
ローカルパートでの実施の際にはデータ放送による視聴者参加も可能な形で放送。スタジオでは全問正解者に賞品が、データ放送では全問正解者に抽選でプレゼントが当たる形で行われる。

### 特別ルール
スペシャルワンマッチ
パイロット版第2弾から登場したボーナスチャンスコーナー。一般参加者100人とは別にゲスト参戦した著名人チャレンジャーが100万円を目指し挑戦する。
- チャレンジャーは通常同様5問正解できれば賞金100万円。ブロッカーは阻止できた場合特別ボーナスとして賞金3万円を獲得、誤答した場合そのワンマッチ中のみお休み。
- ブロッカーはチャレンジ開始時の抽選や、100人揃った時点でチャレンジャーの指名により解答権無効とする1人を決め99人に調整する。 
  - 2019年4月27日放送分の宇治原史規の挑戦では、解答権無効となった人が有力挑戦者だったこと、4問目の時点でその人が解答権無効だったことを佐藤が忘れていたこと、さらにブロッカーのみならず佐藤・スタッフを含め「番組一丸となって止めたい」ということから、佐藤の権限で解答権を復活させ1人 VS 100人の「クイズ100人の壁」に変更。コールやタイトルロゴもこのために作り直された。

- スペシャルワンマッチでの正解は次の挑戦権の獲得にはならず、コーナー開始前に挑戦権を得ていた者が次のチャレンジャーとなる。
- 原則として2人以上で登場しても挑戦は代表者1人のみだが、「バレーボール日本代表チーム」が挑戦した際には6人が1つのボタン（挑戦権）で挑戦する「6人 VS 99人」で行われた。
- ジャンルはその著名人の趣味や仕事から選択されることが多い他、本人やそれに準ずる人物・グループ（通称「自分ジャンル」）を選択する著名人もある。
- また、1st STAGEで敗退した場合には佐藤の提案で賞金を放棄し名誉とプライドを賭けた再チャレンジが行われる場合がある（その場合でもブロッカーにブロックボーナスは出る）。

ボーナスチャンス
2019年1月19日放送分から実施。ブロッカーの1人として参加する著名人がセンターステージに立ち100万円に挑戦するが、ブロックに成功した場合通常よりも多い5万円の「ハイパーブロックボーナス」を獲得できる。
自腹マッチ
スペシャルワンマッチでの最多挑戦回数を持つ長嶋一茂が自ら提案したシステム。長嶋が自腹で10万円を用意した上で挑戦。ブロック成功者にはその10万円（初回のみ通常のボーナス込みの合計13万円）が与えられる。
99秒の壁
「日本のグルメSP」から実施されている番外編企画。そのジャンルに詳しいチャレンジャーとジャンルに関する職業を持つブロッカーとの1対1での対決形式。問題が出題され、正解もしくは問題ごとの制限時間を過ぎるまで持ち時間が減り続け、先に99秒の持ち時間が無くなったら負けとなる。チャレンジャーが勝利すればブロッカーから特別商品が獲得できる。
この99秒の壁では、チャレンジャーのジャンルによって、下記の各ラウンドのルールが異なる場合がある。
なお、クイズが出題される直前の際にも、MCを務める佐藤により「クイズ99秒の壁」と呼称されている。
- 第1ラウンド

基礎的な問題を連続して出題。1問につき8秒映像が流れるが、正解した時点でタイマーが停止する。7問正解するまで行う。
- 第2ラウンド

やや踏み込んだ問題を出題。1問につき制限時間は15秒。正解数に関わらず3問行う。
企画中期からはルールが大きく変更され、第1・第2ラウンドにルールの違いが少なくなり、交互に同じ問題数を出題する形式は変わらないが、問題数・1問の制限時間がジャンルにより異なり、正解数に関わらずラウンド事の問題数を終えると終了となる。
また、各ラウンドの合間にタイム増減チャンスを用意することもあり、正解や誤答をするごとに持ち時間を増減することができる。
- 第3ラウンド

交互に難問に挑戦。正解するか15秒経過するまで行う。持ち時間が無くなった場合は負け。また、用意された問題がそれぞれ残り1問になった段階で鐘が鳴り、この場合は最終問題終了後の持ち時間の多い方が勝利（挑戦前後で15秒差が付き逆転不可能になった場合は打ち切り）となる。
99時間の壁
2021年7月31日放送分で実施された番外編企画。ジャンルに疎いチャレンジャーとジャンルに関する職業を持つブロッカーとの1対1での対決形式。チャレンジャーは99時間の猛勉強を事前に行い、獲得したポイントが先に99ポイントに到達した方の勝ちとなる。チャレンジャーが勝利すればブロッカーから特別商品が獲得できる。
なお、クイズが出題される直前の際にも、MCを務める佐藤により「クイズ99時間の壁」と呼称されている。
- 第1ラウンド

基礎的な問題をボードに書き取りして解答する。正解で10ポイント獲得。
- 第2ラウンド

やや踏み込んだ問題を出題。実戦形式や2択形式で行われる。正解で10ポイント獲得。
- 第3ラウンド

難問を早押し形式で出題。正解すればポイントを獲得できる。獲得できるポイントは問題ごとに異なる。
特別大会
基本的なシステムを「無差別級」とし、それ以外に特別ルールを設けて行われる。
ジャンル限定大会
挑戦ジャンルを限定して行う大会。パイロット版第3弾では「平成の日本人編」として出題ジャンルを「平成に活躍した日本人」に、レギュラー版では「百獣の知識王決定戦」として出題ジャンルを動物に関連した物事（動物単体及び地域や特徴による括りや「動物の難読漢字」など）に限定して行われた。
ダブルス戦
「100人の個人戦」から2人1組で1ジャンルとし「50組100人のダブルス」で行われる。ペアの規則は「指定したジャンルに詳しいこと」を満たしていれば制限はなく、親子、兄弟姉妹、友人、同僚といった関係から「番組を通じて共通のジャンルが好きであることを知った2人」「過去にそのジャンルでセンターステージに登壇した人とその人のチャレンジをブロックした人」といった番組ならではのペアも認められる。
また、関係性を限定したダブルスマッチ（親子限定の「親子ダブルス」など）も開催される。
なお、座席構成は北・南の壁が13組26人、東・西の壁が12組24人となっているため、順番も24人（26人）→50人→74人（76人）→98人→最終問題（98人）となる。
リモートクイズバトル
2020年6月6日放送分から実施。後述のエキストラ問題や新型コロナウイルスによるスタジオで100人を集めての収録が出来ない状況下で開催。これまでのひな壇の代わりに4枚の巨大モニターが設置され、ブロッカーは自宅や会社からビデオ通話を介して出演。芸能人を筆頭とするスタジオ出演者は同時収容人数の緩和に合わせ若干名がスタジオに参加し、スタジオやリモートで挑戦するチャレンジャーと対決する。
通常時はミュートで行い、解答時や佐藤の指名時にミュートを解除して通話。択一問題は各自印刷した「A」「B」の紙で、書き取り問題はホワイトボードに書いて映し、早押し問題はスマートフォン用に番組が開発した早押しアプリを用いて行う。
なお、回線の都合上通信が途絶えてしまうケースがある為、その場合はルール及び画面上に表示される「VS〇〇人」「〇〇人をやっつけろ!!」といったテロップの人数も都度変動する（これは後述する不祥事とも若干関係している）。
| 放送日時                | スタジオ           | リモート                        |
| ----------------------- | ------------------ | ------------------------------- |
| 2020年6月6日            | 0人                | 100人                           |
| 2020年7月4日            | 北の壁 5人         | 北の壁 20人 東・南・西の壁 25人 |
| 2020年7月25日 ～9月19日 | 北・東・西の壁 5人 | 北・東・西の壁 20人 南の壁 25人 |
| 2020年10月17日～        | 北の壁 25人        | 東・南・西の壁 25人             |

### その他
QAR
- パイロット版第3弾においてチャレンジャーによる問題の不備指摘があったため、レギュラー版からは「QAR（クイズ・アシスタント・レフェリー）」としてスタッフ・クイズ作家が別室で収録を見学し、同様の状況が起こった場合に審議を行い改めて判定が下され、改めて「正解」や「ノーカウント・再出題」といった措置が取られる。
- 番組の最後にチャレンジャーのGRAND SLAM達成か敗北に関係無く、チャレンジャーとブロッカー計100人での特別賞品を賭けた早押し一発勝負が行われる。

## 出演者

### 主宰（司会）
- 佐藤二朗

### 参加者
- 一般人・芸能人計100人
  - 参加者は事前にオーディションで選ばれ、合格者には「向こう1年間の番組出演権」が与えられ、収録の都合が合う日時であれば何度でも出演できる。そのため、複数回およびほぼ毎回参加する挑戦者も多く、100万円を獲得したチャレンジャーが再挑戦したり、1度チャレンジャーとして出た挑戦者が出場ジャンルを変更して出演することもある。ただし、芸能人も含めたオーディションからの参加者には、賞金以外の出演料は支払われず、交通費・宿泊費等も自己負担である（所謂「壁ゲスト」やスペシャルワンマッチでのゲストチャレンジャーを除く）。
  - この方式は同じく視聴者参加型クイズ番組である『パネルクイズ アタック25』と同様（予選に合格することで1年間出場資格を獲得）であるが、アタック25の場合、本戦出場において賞金および出演料・交通費（5000円に加え交通費で超過した分）が支払われるのに対し、出演のオファーがあって初めて出場する形となるため、参加せずに出場資格が消滅することがある他、一度出場した場合は5年間予選会に参加できない（特別企画大会・チャンピオン大会は除き、予選会免除で本戦出場可能）という規則がある。
  - なお、番組出演権獲得者には当該回参加ブロッカーの家族といった観客とは別に観覧のみすることもできる他、収録中の体調不良などによりブロッカーに欠員が出た場合は補欠として参加することもある。
  - 参加者には参加賞として番組特製オリジナルリストバンド（GRAND SLAM達成者には文字が金色の特別なバージョン）およびジャンル名が書かれた札を持ち帰ることができ、Twitter等では参加者間でジャンル札を交換し交流するケースも見られる。

### 実況
- 渡辺和洋（フジテレビアナウンサー）
- 鈴木芳彦（フリーアナウンサー）

渡辺と鈴木の交代制。

### 解説
- 伊集院光

伊集院に加え1〜2人の解説ゲストも出演する。なお、実況・解説は別室から収録を見守る。

### 出題ナレーション
- 牧原俊幸（フリーアナウンサー・パイロット版第1弾〜・第3弾は前半のみ）
- 小坂由里子（第3弾後半〜）

レギュラー版以降、牧原はサドンデスクイズ、イントロクイズ、一発逆転スリーアンサークイズなどの問題を、小坂は早押しクイズ、スリーアンサークイズ、ビジュアルクイズなどの問題を担当。
- 山寺宏一（『ディズニースペシャル』として放送された2020年3月7日放送分、2020年12月19日放送分、2021年12月28日放送分）
- 下野紘（『アニソン知識王決定戦』として放送された2021年2月6日放送分）
- 梶裕貴（『アニメ知識王決定戦』として放送された2021年9月25日放送分）

## GRAND SLAM達成者
※肩書・年齢は放送日当時。「グランドチャンピオンチーム」として出場した人には☆を付記する。
99人の壁
| 放送回         | 歴代 | 達成者                          | 挑戦ジャンル             | 備考 |
| -------------- | ---- | ------------------------------- | ------------------------ | --- |
| 春の乱         | 1    | 興梠卓人 （大学生）             | 切手                     | 第1回参加（1問目敗退）からのリベンジ達成。 京都大学クイズ研究会所属。 |
| 春の乱         | 2    | Toshl （X JAPAN）               | ガトーショコラ           | スペシャルワンマッチでの達成。 |
| 夏の大花火     | 3    | 井上マサキ ☆ （フリーライター） | 路線図                   | 1問目にて誤答したものの、問題文に不備があったと指摘。審議の結果ノーカウントとなってからの達成。 NHK「着信御礼!ケータイ大喜利」レジェンドオオギリーガー。 GRAND SLAM達成後もテレビライターとして紹介記事の執筆や本放送と同時配信番組「裏99人の壁」に出演している。 |
| 夏の大花火     | 4    | 高橋佳祐 （会社員）             | 古田敦也                 | 「平成の日本人編」での達成。 |
| 夏の大花火     | 5    | 渡辺徹 （会社員）               | 十代目 柳家小三治        | 「平成の日本人編」での達成。 BAZOOKA!!!「地下クイズ王決定戦」第1回 - 第3回優勝 |
| 2018年11月17日 | 6    | 脇屋恵子 （派遣社員）           | 小説イントロ             | クイズサークル「グランドスラム」会長。 「タイムショック21 個人戦コロシアム」8問正解・15万円獲得、「決戦!クイズの帝王」4週勝ち抜き・400万円獲得。 「天」日本一メンバー。                                                                                           |
| 2018年11月24日 | 7    | 山本俊治 （会社員）             | 山本                     | アマチュアの芸人として「R-1ぐらんぷり2009」準決勝進出。 「パワポカラオケ（即興プレゼン）」の第一人者としてもテレビに出演。 |
| 2018年12月1日  | 8    | 吉田香央里 （民謡歌手）         | 森口博子                 | 森口博子と同じキングレコード所属の民謡歌手。 |
| 2018年12月1日  | 9    | 今井洋輔 （パズル作家）         | ペヤングソースやきそば   | 番組と同じ土曜7時枠だった「クイズ!金の正解!銀の正解!」の出題者の一人。 |
| 2018年12月15日 | 10   | 井口俊大 （精神科医）           | キン肉マン               | ニコリ×QUIZ JAPAN 第1回メガクロスクイズ大会優勝 |
| 2019年1月19日  | 11   | 溝口由樹 （中学3年生）          | 戦国のお姫様             | 番組初10代かつ当時女性最年少のGRAND SLAM達成者（15歳）。 |
| 2019年2月2日   | 12   | 佐々木繁樹 （高校教員）         | 昭和お笑い史             | 東大クイズ研究会出身。 |
| 2019年2月16日  | 13   | 酒井健太 （アルコ&ピース）      | 2002年FIFAワールドカップ | 壁側の著名人出場者で初のGRAND SLAM達成。 |
| 2019年3月2日   | 14   | 東條真奈 （図書館司書）         | 妖怪                     | 肩につけていた「ぬりかべ」を佐藤が見つけ声をかけた直後、抽選により番号を引かれ挑戦した。 |
| 2019年3月16日  | 15   | 山中健碁 ☆ （大学生）           | 超難読漢字               | ダブルス戦での達成。 過去に「キツネ」で出場。 過去、1収録回で福田の「超難読漢字」を含む3ブロックを達成し、番組内では「史上最強のブロッカー」と称された。 平成最後のGRAND SLAM達成者。                                                                             |
| 2019年3月16日  | 15   | 福田凌太郎 ☆ （小学6年生）      | 超難読漢字               | ダブルス戦での達成。 平成としての最年少GRAND SLAM達成者（12歳）。 平成最後のGRAND SLAM達成者。 |
| 2019年5月11日  | 16   | 矢作兼 （おぎやはぎ）           | 小木博明                 | レギュラー化初のスペシャルワンマッチでの達成。 解説席からの挑戦者では初。 令和最初のGRAND SLAM達成者。 |
| 2019年5月11日  | 17   | 武藤誠司 （会社員）             | ドラゴンボール           | |
| 2019年6月22日  | 18   | 森昌子                          | 森昌子                   | スペシャルワンマッチでの達成。 ステージ制変更後初のGRAND SLAM達成者。（ファイナルは2問目でクリア） 著名人初の「自分ジャンル」での達成。 |
| 2019年6月29日  | 19   | 福迫司 ☆ （高校教師）           | 水族館                   | 「壁救済SP」での達成。（ファイナルは2問目でクリア） |
| 2019年7月20日  | 20   | 藤田太郎 （イントロマエストロ） | 90年代J-POP              | 24時間イントロクイズを連覇。 3度目のセンター進出での達成。 音楽番組ラジオDJ。 |
| 2019年7月20日  | 21   | 緒方湊 ☆ （小学6年生）          | 伝統野菜                 | 令和初の通常ルール最年少GRAND SLAM達成者（11歳）。 ファイナルは2問目でクリア。 |
| 2019年8月10日  | 22   | 北川昌樹 （大学生）             | 珍名生物                 | ファイナルステージでは2・3問目を正解。 |
| 2019年10月26日 | 23   | 永岡優 （大学生）               | オオカミ                 | 「百獣の知識王決定戦」での達成。 ファイナルステージでは1・3問目を正解。 2010年代最後のGRAND SLAM達成者。 |
| 2020年1月25日  | 24   | 緒方湊 ☆ （小学6年生）          | 日本の野菜               | 「小学生VS東大生」での達成。 史上初の2度目のGRAND SLAM達成者（11歳）。 ファイナルステージでは1・2問目を正解。 2020年代最初のGRAND SLAM達成者。 番組内では「神童」と称される最強王者。                                                                             |
| 2020年2月15日  | 25   | 寺尾伊織 （小学6年生）          | 難読名字                 | 「小学生VS先生」での達成。 コロコロコミック企画。 ファイナルステージでは1・3問目を正解。 |
| 2020年3月7日   | 26   | 横須賀匠 （大学生）             | ディズニー不朽の名作     | 「ディズニー知識王決定戦」での達成。 1ステージ制最初のチャレンジャー。 ファイナルステージでは1・2・5問目を正解。 |
| 2020年7月4日   | 27   | 小森日菜子 （小学4年生）        | 絶滅動物                 | 「小学生vsMENSA会員99人」での達成。 リモート収録実施後初のグランドスラム達成者。 現時点での最年少グランドスラム達成者（9歳）。 ファイナルステージでは1・3問目を正解。                                                                                             |
| 2020年10月17日 | 28   | 元木茉優 （小学6年生）          | 鬼滅の刃                 | 「アニメ・マンガSP」での達成。 ファイナルステージでは1・3問目を正解。 GRAND SLAM特典として希望した「花江夏樹（竈門炭治郎役）に会う」を獲得。 |
| 2020年11月14日 | 29   | 大和一朗                        | インスタント麺           | 「日本のグルメSP」での達成。 7問のうち1・2・3・4問目まで全問正解。 GRANDSLAM特典として「海外のインスタント麺」を希望。 |
| 2020年11月14日 | 30   | 向井智香                        | ヨーグルト               | 「日本のグルメSP」での達成。 7問のうち1・2・3・5問目で正解。 GRANDSLAM特典として「北海道でのヨーグルトツアー」を希望。 |
| 2020年11月14日 | 31   | 森山未來                        | 地酒                     | 「日本のグルメSP」での達成。 2020年最後のグランドスラム達成者。 5問のうち1・3・5問目を正解。 GRANDSLAM特典として「47都道府県のプレミアムな地酒」を希望。 |
| 2021年1月16日  | 32   | 古関和典 （JTB社員）            | ロケ地                   | 2021年最初のグランドスラム達成者。 7問のうち1・2・5・7問目を正解。 GRANDSLAM特典として「家族とのロケ地旅行」を獲得。 |
| 2021年1月16日  | 33   | かねだひろ                      | 展望タワー               | 7問のうち1・2・3・4問目を正解。 GRAND SLAM特典として「展望タワーヘリコプター旅行」を獲得。 |
| 2022年5月3日   | 34   | アンガールズ                    | 広島県                   | 「史上最強の壁VS芸能人の地元愛SP」での達成。 8問のうち4・5・6・7問目を正解し100万円獲得。 2020年7月4日放送分から数えて669日ぶりの100万円獲得者となった。 2022年最初のGRANDSLAM達成者。                                                                            |
| 2022年8月6日   | 35   | 佐藤翔平 (会社員)               | ワンピース               | 「ワンピースクイズ王決定戦」での達成。 8問のうち1・2・7・8問目を正解。 予選ペーパーテストで参加者約700人の中で1位を獲得。 |
| 2022年8月6日   | 36   | 村井颯太 (小学生)               | ワンピース               | 「ワンピースクイズ王決定戦」での達成。 8問のうち2・4・5・8問目を正解。 |

99秒の壁
| 放送回         | 歴代 | 達成者                      | 挑戦ジャンル     | 備考 |
| -------------- | ---- | --------------------------- | ---------------- | --- |
| 2021年3月6日   | 1    | いとうあさこ                | ドラマソング     | 「音楽SP」での達成。 9.2秒残して勝利。 賞品として10万円分のギフト券をプレゼントされた。                                                                     |
| 2021年3月13日  | 2    | 佐野有                      | 花               | 「鬼滅の刃 新幹線 野菜 最強キッズSP」での達成。6.0秒残して勝利。 賞品として「オオオニバスに乗る体験」をプレゼントされた。                                   |
| 2021年4月10日  | 3    | 大林素子                    | 吉本芸人         | 「大企業社員vsヘビーユーザー頂上決戦SP」での達成。8.6秒残して勝利。 賞品として「ルミネtheよしもと 1年間無料チケット」をプレゼント。                         |
| 2021年4月10日  | 4    | 酒井健太 （アルコ&ピース）  | PlayStation      | 「大企業社員vsヘビーユーザー頂上決戦SP」での達成。29.5秒残して勝利。 賞品として「PlayStation 5」をプレゼント。 初の99人の壁と99秒の壁での2冠達成。          |
| 2021年4月10日  | 5    | 橋本マナミ                  | 名代富士そば     | 「大企業社員vsヘビーユーザー頂上決戦SP」での達成。23.4秒残して勝利。 賞品として「名代富士そば 3年間食べ放題」をプレゼント。                                 |
| 2021年6月12日  | 6    | 桜 稲垣早希 古谷徹 中川翔子 | アニソン         | 「音楽SP」での達成。21.6秒残して勝利。 商品として「10万円分の音楽ギフト券」を全員に1人ずつプレゼント。 3対3の団体戦で実施された。                           |
| 2021年7月10日  | 7    | ケンドーコバヤシ            | 少年ジャンプ     | 「ヒーロー&ヒロインSP」での達成。6.1秒を残して勝利。 賞品として「僕とロボコにキャラクターとして出演できる権利」をプレゼントされた。                         |
| 2021年8月14日  | 8    | ふくらP                     | ものまね         | 「芸人99人が集結！秘蔵映像公開！お笑いSP」での達成。21.5秒残して勝利。 賞品として「そっくり館キサラの年間パスポート(食べ飲み放題付き)」をプレゼントされた。 |
| 2021年12月28日 | 9    | 土屋伸之 （ナイツ）         | スター・ウォーズ | 「ディズニー知識王決定戦」での達成。1.9秒残して勝利。 賞品として「キャラクターを自由に組み合わせられるオーダーメイドポスター」をプレゼントされた。          |
| 2022年3月19日  | 10   | 中川翔子                    | アニソン         | 「芸能界頂上決定戦SP」での達成。 34.1秒残して、佐久間大介(Snow Man)に勝利。 賞品として「森川智之 声入り 目覚まし時計」をプレゼントされた。                  |
| 2022年3月19日  | 11   | 眞鍋かをり                  | 鬼滅の刃         | 「芸能界頂上決定戦SP」での達成。 49.7秒残して、濱口優(よゐこ)に勝利。 賞品として「鬼滅の刃の声優サイン入りポスター」をプレゼントされた。                    |
| 2022年3月19日  | 12   | 遼河はるひ                  | 韓流エンタメ     | 「芸能界頂上決定戦SP」での達成。 18.0秒残して、ハリー杉山に勝利。 賞品として「韓国行きファーストクラス航空券」をプレゼントされた。                          |
| 2022年5月3日   | 13   | 彦摩呂                      | ご当地グルメ     | 「ご当地グルメ頂上決戦」での達成。 3.3秒残して、石塚英彦(ホンジャマカ)に勝利。 賞品として「6大ブランド牛 食べ比べ10万円分」をプレゼントされた。             |

## エキストラ参加問題
2020年4月3日、本来100人の出場者を集めて収録すべきところを人数が不足した場合に、解答権のないエキストラを参加させて頭数合わせをしていたことが明らかになった。これは、同年2月中旬に、番組に出演したエキストラの一人が放送倫理・番組向上機構（BPO）に告発を行ったために発覚した。
エキストラ使用は、レギュラー前の特番第3回及びレギュラー放送初回から2019年10月までの26回にわたり、平均で10人強、多い時には20人以上にも及んでいた。
番組を制作しているフジテレビは事実を認めた上で、今後何らかの事情により人数不足が生じた場合でもその旨を説明して放送することを発表した。また、司会の佐藤二朗はこの件について2020年4月4日にTwitterで謝罪した。
この影響や新型コロナウイルスの感染拡大防止の観点から暫く放送休止していたが、6月6日から放送再開。番組冒頭で改めて謝罪テロップを表示したほか、当日の本編内ではリモートで繋いでいるブロッカーの通信が切れた場合、合計人数のテロップを変更(2人切れた場合は「東大生97人ぶっ倒せ！」と表示)した他、司会の佐藤が「この番組が1番超逆境」と自虐ネタにした一幕があった。
2020年5月18日、BPOは本件についての審議入りを発表した。2021年1月18日に同機構の放送倫理検証委員会は意見を公表した上で、エキストラによる補充が常態化していたにも関わらず、番組プロデューサーがそのことを認識していなかったため、実質的な責任者が居らず、制作過程が適正に保たれていなかったことや「1人対99人」という番組趣旨を信頼した多くの視聴者との約束を裏切ったことを指摘した上で放送倫理違反があったと結論づけた。

## 放送リスト

### パイロット版
| 回数  | 放送日                   | 放送時間（JST） | 放送タイトル                                                    | 視聴率 |
| ----- | ------------------------ | --------------- | --------------------------------------------------------------- | ------ |
| 第1弾 | 2017年12月31日（日曜日） | 10:00 - 10:55   | 超逆境クイズバトル!! 99人の壁 〜俳優・佐藤二朗がクイズ初司会!〜 | 2.9%   |
| 第2弾 | 2018年4月5日（木曜日）   | 22:00 - 23:34   | 超逆境クイズバトル!! 99人の壁 春の乱                            | 5.8%   |
| 第3弾 | 2018年8月15日（水曜日）  | 19:00 - 21:00   | 超逆境クイズバトル!! 99人の壁 夏の大花火                        | 4.3%   |

- 視聴率は全てビデオリサーチ調べ（関東地区・世帯・リアルタイム）。
- 第2弾以降はフジテレビ系列全国ネットで放送。

| 出演者 | 出演者         | 出演者     | 出演者                                                                        | 出演者                                  | 出演者         | 出演者 |
| 放送回 | 放送回         | 実況       | 著名人挑戦者                                                                  | スペシャルワンマッチゲスト              | 解説ゲスト     |        |
| ------ | -------------- | ---------- | ----------------------------------------------------------------------------- | --------------------------------------- | -------------- | ------ |
| 1      | 1              | 太田真一郎 |                                                                               |                                         |                |        |
| 2      | 2              | 太田真一郎 | 能町みね子                                                                    | 滝沢カレン、Toshl （X JAPAN）、長嶋一茂 |                |        |
| 3      | 無差別級       | 立本信吾   | Toshl（X JAPAN）、能町みね子、きくりん                                        | 長嶋一茂                                | 長嶋一茂、 YOU |        |
| 3      | 平成の日本人編 | 立本信吾   | 石出奈々子、勝俣州和、DJ KOO、ビトタケシ、Mr.シャチホコ、やくみつる、山根千佳 | 長嶋一茂                                | 長嶋一茂、 YOU |        |

### レギュラー放送
※ …2時間スペシャル

#### 2018年（平成30年）
| 1 | 10月20日 ※ | ガンバレルーヤ、佐野泰臣                                                     | なし                         | 井森美幸、草野仁、関根勤                       |
| 2 | 11月03日 ※ | アキラ100%、マーク・パンサー                                                 | 加藤一二三、Mr.マリック      | 柴田英嗣（アンタッチャブル）、柴田理恵、北斗晶 |
| 3 | 11月17日   | 鈴木奈々、マーティ・フリードマン                                             | 東国原英夫                   | 高橋茂雄（サバンナ）、名越康文、ホラン千秋     |
| 4 | 11月24日   | 朝日奈央、はら（ゆにばーす）、福島善成（ガリットチュウ）                     | 古坂大魔王                   | 島崎和歌子、高橋真麻、東国原英夫               |
| 5 | 12月01日 ※ | 阿佐ヶ谷姉妹、サンシャイン池崎、広山詞葉                                     | ISSA（DA PUMP）、小柳ルミ子  | 大久保佳代子（オアシズ）、関根勤、吉川美代子   |
| 6 | 12月15日 ※ | 倉持由香、黒羽麻璃央、酒井健太（アルコ&ピース）、ダイアモンド☆ユカイ、DJ KOO | 上田慎一郎、関根勤、八重樫東 | 井森美幸、関根勤、柳原可奈子                   |

#### 2019年（平成31年→令和元年）
| 7  | 1月19日 ※ | 尾形貴弘（パンサー）、チャンカワイ（Wエンジン）、本田剛文（BOYS AND MEN）、松丸亮吾                                                | デーモン閣下、長嶋一茂                                                                         | IKKO、長嶋一茂、久本雅美                                   |
| 8  | 2月02日 ※ | 井戸田潤（スピードワゴン）、武井壮、ゆりやんレトリィバァ                                                                           | デヴィ夫人、古舘伊知郎                                                                         | 井森美幸、古舘伊知郎、ホラン千秋                           |
| 9  | 2月16日 ※ | 酒井健太（アルコ&ピース）、カミナリ、                                                                                              | カンニング竹山、草野仁、元谷芙美子                                                             | いとうあさこ、カンニング竹山、草野仁、ミッツ・マングローブ |
| 10 | 3月2日 ※  | 小島よしお、寺嶋由芙、瀬良社長（平子祐希〈アルコ&ピース〉）                                                                        | ガチャピン・ムック、龍玄とし（ToshI〈X JAPAN〉）                                               | 柳原可奈子、YOU、龍玄とし（ToshI〈X JAPAN〉）              |
| 11 | 3月16日   | DJ KOO&マーク・パンサー、土佐兄弟、りゅうちぇる&比花知春                                                                           | なし                                                                                           | 小山慶一郎（NEWS）、柳原可奈子                             |
| 12 | 4月13日※  | 丸山桂里奈、やくみつる | 安田顕                                                                                         | 大橋未歩、久本雅美、山下真司                               |
| 13 | 4月27日※  | 神奈月、鈴木福、寺嶋由芙 | 宇治原史規（ロザン）、長嶋一茂                                                                 | 井森美幸、篠田麻里子、長嶋一茂                             |
| 14 | 5月11日※  | 王林（りんご娘）、鈴木香里武、武井壮、DJ KOO（TRF）                                                                                | おぎやはぎ、武田真治                                                                           | アンミカ、おぎやはぎ                                       |
| 15 | 5月25日   | 熊崎晴香（SKE48）&日高優月（SKE48）、ザ・たっち、須田亜香里（SKE48）&西野未姫                                                      | 東出昌大&瀧川英次                                                                              | カンニング竹山、ホラン千秋                                 |
| 16 | 6月8日※   | グローバー、コカドケンタロウ（ロッチ）、ゆりやんレトリィバァ                                                                       | 市川猿之助、キャイ〜ン、Mr.シャチホコ・みはる                                                  | 伊集院光、池田美優（みちょぱ）、長嶋一茂                   |
| 17 | 6月22日※  | ジャガー横田、たんぽぽ | 高橋英樹・高橋真麻、森昌子                                                                     | 柴田英嗣（アンタッチャブル）、高橋英樹、高橋真麻           |
| 18 | 6月29日   | 安藤なつ（メイプル超合金）、徳井健太（平成ノブシコブシ）                                                                           | 佐藤勝利（Sexy Zone）                                                                          | 岡江久美子、藤本敏史（FUJIWARA）、堀未央奈（乃木坂46）     |
| 19 | 7月6日※   | 川上礼奈（NMB48）、島田秀平、永野、松村邦洋                                                                                        | 登坂淳一、モーリー・ロバートソン、やくみつる                                                   | 寺島進、名取裕子、ビビる大木                               |
| 20 | 7月20日※  | 狩野英孝、JOY、武井壮、丸山桂里奈                                                                                                  | くっきー（野性爆弾）、澤穂希                                                                   | 伊集院光、大久保佳代子（オアシズ）、吉田沙保里             |
| 21 | 8月3日    | カミナリ、富永美樹、木村裕子、やくみつる                                                                                           | なし                                                                                           | いとうあさこ、岡江久美子                                   |
| 22 | 8月10日※  | 古賀シュウ、ダイアン、西山茉希 | 広瀬アリス、堀潤                                                                               | 井森美幸、柴田英嗣（アンタッチャブル）、吉川美代子         |
| 23 | 9月7日    | コトブキツカサ、田島直弥（アイデンティティ）、西村瑞樹（バイきんぐ）、原口あきまさ                                                 | 男子バレーボールチーム（中垣内祐一〈監督〉、石川祐希、西田有志、福澤達哉、柳田将洋、山内晶大） | 足立梨花、草野仁                                           |
| 24 | 9月21日   | 雨宮萌果&正欣〈父〉、高橋ユウ&高橋ペン〈母〉、ノッチ（デンジャラス）&叶望〈長女〉、Mr.マリック&LUNA〈長女〉、武藤敬司&愛莉〈長女〉 | なし                                                                                           | 伊集院光、カンニング竹山、ホラン千秋                       |
| 25 | 10月26日※ | 岩本輝雄、窪真理、鈴木香里武、関口まなと、平岩康佑                                                                                 | 柴田英嗣（アンタッチャブル）、やくみつる、武井壮                                               | 伊集院光、吉川美代子、柴田英嗣（アンタッチャブル）         |
| 26 | 11月9日※  | ブロッカー 天明麻衣子、八田亜矢子、三浦奈保子、本村健太郎、渡辺航平                                                                | みやぞん（ANZEN漫才）                                                                          | 伊集院光、柴田理恵、若槻千夏                               |

#### 2020年（令和2年）
| 27 | 1月25日※  | ブロッカー 天明麻衣子、八田亜矢子、三浦奈保子、山本舞衣子、本村健太郎、渡辺航平 | 山﨑賢人、斎藤工、高畑充希、菜々緒 | 伊集院光、磯野貴理子、柴田英嗣 |
| 28 | 2月15日   | ブロッカー あばれる君、カミナリ | なし                               | 伊集院光、井森美幸             |
| 29 | 2月22日※  | ブロッカー 南田裕介、吉川正洋（ダーリンハニー） | 石原良純、六角精児                 | 伊集院光、長嶋一茂             |
| 30 | 3月7日※   | ブロッカー 伊藤かりん、清水佐紀、チョコレートプラネット、中井りか (NGT48)、三浦奈保子、ミラクル ベル マジック | なし                               | 伊集院光、南明奈               |
| 31 | 6月6日※   | 阿部亮平 (Snow Man)、 宇治原史規（ロザン）、 柴田英嗣（アンタッチャブル）、別府ともひこ（エイトブリッジ）、丸山桂里奈、みやぞん（ANZEN漫才） ブロッカー 天明麻衣子、東大ヤンキー澤山、藤本淳史（田畑藤本）、三浦奈保子、山本舞衣子、小岩井ことり | なし                               | 伊集院光                       |
| 32 | 7月4日※   | ブロッカー 安宅晃樹、岩永徹也、小岩井ことり、畠山検定、藤本淳史 | 濱口優（よゐこ）                   | 伊集院光                       |
| 33 | 7月25日※  | ブロッカー 天明麻衣子、三浦奈保子 | フワちゃん                         | 伊集院光                       |
| 34 | 8月8日※   | なし | 河合郁人（A.B.C-Z）                | 井森美幸                       |
| 35 | 9月5日    | ブロッカー 南田裕介、吉川正洋（ダーリンハニー） | なし                               | 伊集院光                       |
| 36 | 9月19日※  | スーツ ブロッカー 南田裕介、吉川正洋（ダーリンハニー） | 福澤朗                             | 伊集院光                       |
| 37 | 10月17日※ | ブロッカー 上村祐翔、江原裕理、小坂井祐莉絵、洲崎綾、ながえゆあ、那谷柊優、星ノ谷しずく、山口竜之介 | 佐久間大介（Snow Man）             | 伊集院光                       |
| 38 | 11月14日※ | ブロッカー 王林、カミナリ、馬場ももこ、はなわ、具志堅用高 99秒の壁 ギャル曽根、大鶴義丹 | 森山未來、勝地涼                   | 伊集院光                       |
| 39 | 11月28日※ | なし | ギャル曽根                         | 伊集院光                       |
| 40 | 12月19日※ | ブロッカー 板野友美、尾形貴弘（パンサー）、DJ KOO、南明奈、田辺 智加（ぼる塾） | なし                               | 井森美幸                       |

#### 2021年（令和3年）
| 41 | 1月16日※                      | ブロッカー 王林（りんご娘） カミナリ（竹内まなぶ・石田たくみ） 具志堅用高 はなわ 馬場ももこ 99秒の壁 鰻和弘（銀シャリ）、斎藤司（トレンディエンジェル）、棚橋弘至 | なし                | 伊集院光 |
| 42 | 2月6日※                       | ブロッカー アンガールズ、中川翔子、尾崎由香、洲崎綾、ダイアナガーネット、向清太朗（天津）、若井おさむ VTRゲスト 岩井勇気（ハライチ）、尾上松也、上川隆也、山本美月 | なし                | 森口博子 |
| 43 | 3月6日※                       | ブロッカー 阿佐ヶ谷姉妹、純烈、DJ KOO、松崎しげる 99秒の壁 いとうあさこ | なし                | 伊集院光 |
| 44 | 3月13日                       | なし | なし                | 伊集院光 |
| 45 | 4月10日※                      | 99秒の壁 ギャル曽根 片瀬那奈 大林素子、 酒井健太（アルコ&ピース） 橋本マナミ | なし                | 伊集院光 |
| 46 | 4月24日※                      | 内藤裕子 | なし                | 伊集院光 |
| 47 | 5月15日※                      | 99秒の壁 IMALU 山田孝之 本郷奏多 | なし                | 伊集院光 |
| 48 | 6月12日※                      | ブロッカー 阿佐ヶ谷姉妹、岩立沙穂・武藤十夢（AKB48）、井上梨名・小林由依・松田里奈（櫻坂46）、純烈、DJ KOO、ナオ・オブ・ナオ、ミユキエンジェル（豆柴の大群 ） 99秒の壁 古谷徹、中川翔子、桜 稲垣早希 | 河合郁人（A.B.C-Z） | 伊集院光 |
| 49 | 6月26日※                      | 99秒の壁 斉藤慎二（ジャングルポケット） | なし                | 伊集院光 |
| 50 | 7月10日※                      | 99秒の壁 キンタロー。 ケンドーコバヤシ 浅香唯 | なし                | 伊集院光 |
| 51 | 7月31日                       | 菅田琳寧（7 MEN 侍/ジャニーズJr.）対松丸亮吾 池田レイラ（完熟フレッシュ）対瀧川鯉斗 | なし                | 伊集院光 |
| 52 | 8月14日※                      | ブロッカー アルコ&ピース、インディアンス、ウエストランド、岡田圭右（ますだおかだ）、鬼越トマホーク、神奈月、きつね、ザ・マミィ、柴田英嗣（アンタッチャブル）、ちゅうえい（流れ星☆）、トム・ブラウン、ハリウッドザコシショウ、永野、なすなかにし、ニッチェ、もう中学生 奥森皐月 99秒の壁 ふくらP VTRゲスト 中田花奈 | なし                | 伊集院光 |
| 53 | 9月25日※ （レギュラー最終回） | 斎藤司(トレンディエンジェル)、新祐樹、武内駿輔、土屋神葉、中川翔子、林勇、松本梨香、眞鍋かをり | なし                | 伊集院光 |

### 復活特番
| 回数 | 放送日                   | 放送時間（JST） | 放送タイトル                                                              |
| ---- | ------------------------ | --------------- | ------------------------------------------------------------------------- |
| 1    | 2021年12月28日（火曜日） | 18:30 - 21:00   | 超逆境クイズバトル!! 99人の壁 ディズニー知識王決定戦                      |
| 2    | 2022年3月19日（土曜日）  | 19:00-21:00     | 超逆境クイズバトル!! 99人の壁…鬼滅の刃・アニソン・韓流エンタメ…頂上決戦   |
| 3    | 2022年5月3日（火曜日）   | 19:00-21:00     | 超逆境クイズバトル！！99人の壁 地元愛ＶＳ史上最強の壁＆グルメ頂上決戦ＳＰ |
| 4    | 2022年8月6日（土曜日）   | 19:00-21:00     | 超逆境クイズバトル!! 99人の壁 ワンピースクイズ王決定戦                    |
| 5    | 2022年11月14日（月曜日） | 19:00-20:54     | 超逆境クイズバトル！！99人の壁 ローランドVS W杯戦士！サッカーSP           |

| 出演者 | 出演者 | 出演者 | 出演者                     | 出演者                                   | 出演者 |
| 放送回 | 放送回 | 著名人挑戦者 | スペシャルワンマッチゲスト | 解説ゲスト                               |        |
| ------ | ------ | --- | -------------------------- | ---------------------------------------- | ------ |
| 1      | 1      | ブロッカー アルコ&ピース、くれいじーまぐねっと、斎藤司（トレンディエンジェル）、サンシャイン池崎、武内駿輔、野呂佳代、藤井直樹（美 少年）、武藤十夢 99秒の壁 土屋伸之（ナイツ） | なし                       | 伊集院光                                 |        |
| 2      | 2      | 99秒の壁 佐久間大介（Snow Man）、中川翔子 濱口優（よゐこ）、眞鍋かをり 遼河はるひ、ハリー杉山 | なし                       | 伊集院光                                 |        |
| 3      | 3      | U字工事、小島よしお、アンガールズ ブロッカー アルコ&ピース、カニササレアヤコ、中村竜太郎（シューマッハ）、山口めろん 99秒の壁 彦摩呂、石塚英彦（ホンジャマカ） | なし                       | 伊集院光                                 |        |
| 4      | 4      | ブロッカー 川瀬莉子、川原美咲（AKB48）、北原里英、金の国（お笑いコンビ）、小林よしひさ、込山榛香（AKB48）、柴田英嗣（アンタッチャブル）、JP、JOY、永野芹佳（AKB48）、ニシダ（ラランド）、平田広明、宝亀克寿、マヂカルラブリー、武藤小麟（AKB48）、矢尾一樹、山口勝平、山口竜之介、山本浩司（タイムマシーン3号）、渡部秀 | なし                       | 伊集院光                                 |        |
| 5      | 5      | ブロッカー 井口浩之（ウエストランド）、尾形貴弘（パンサー）、お見送り芸人しんいち、酒井健太（アルコ＆ピース）、JOY、大竹七未、岡野雅行、北澤豪、城彰二、坪井慶介、中澤佑二、永島昭浩、本並健治、丸山桂里奈 99秒の壁 ローランド                                                                                          | なし                       | 松木安太郎、柴田英嗣（アンタッチャブル） |        |

## 特別番組
ヲタクの壁は難しい
- 映画『ヲタクに恋は難しい』のプロモーションを兼ねて公開前週の2020年2月3日から7日にかけて放送。なお、フジテレビ・岩手めんこいテレビ・福島テレビ・岡山放送以外のネット局では5回の放送を30分にまとめたバージョンとなっている。
- キャストである高畑充希・山﨑賢人・菜々緒・斎藤工・主宰佐藤の5人が毎日1人ずつ挑戦。ジャンルは全員「自分ジャンル」で固定。ブロッカーはGRAND SLAM経験者のアルコ&ピース・酒井を筆頭とした芸人25人だが、事前にチャレンジャーの事を猛勉強した、所謂「ヲタク」として臨む。早押し3本勝負を行い、チャレンジャーが1問正解で映画の告知タイムを5秒獲得。ブロッカーは勝利すると個人的な告知を10秒行うことができる。

## スタッフ

### レギュラー放送（2020年10月以降）
（※=レギュラー版から加入した者・変わった者）
- 企画・演出：千葉悠矢（フジテレビ）[20]
- アドバイザー（※）：鶴間政行（単発放送時は構成）
- クイズ構成：矢野了平（第1,2弾と※）、日髙大介（第2弾と※）、野田修平（第2弾-）、長戸勇人（※、以前は不定期）、山本悠介（※）、大澤悠平（※34回目-）、とちももこ（※40回目-）
- TP：高瀬義美
- SW：小川利行（第2弾-）
- CAM：上田軌行
- VE：石井利幸（※）
- 音声：浮所哲也（第1,3弾-）
- 照明：甲斐則行
- 美術プロデュース：副島翔太郎（フジテレビ）
- デザイン：永井達也、西出光豊（フジテレビ）（西出→※）[21]
- アートコーディネーター（第2弾-）：太田菜摘
- 大道具：宮路博貴（※）
- 大道具操作：田中裕士（※）
- 装飾（第1,2弾と※）：百瀬貴弥（第1,2弾と※）
- アクリル装飾：鈴木竜（第1,2弾と※）、鳥居大吾（※18回目-）
- 電飾：後藤佑介、富谷聡（第1弾は槌谷名義）
- 衣裳（※）：岡田夏美（※）
- マルチ：大高貢
- 視覚効果（※）：中溝雅彦（※）
- 音響効果：小堀一
- CG：木本禎子、斎藤友香
- 編集：吉川豪、山崎稔、多田涼（山崎・多田→※）
- MA：小林由愛子（第1,3弾-）
- イラスト：能町みね子（※）
- リモート早押し・回線：若狭正生、上田容一郎、安部文紀、中山陽介（全員→※31回目から当面の間担当）
- 技術協力：ニユーテレス、JAPAN MEDIA CREATE、Style-0、東京オフラインセンター（JAPAN・東京→第2弾-）
- リサーチ：リベラス、カメヨ（※14回目-）
- 編成：浅野翔太郎（フジテレビ、※51回目-）
- 広報：根本智史（フジテレビ、※14回目-）
- TK：松下絵里
- デスク：弦牧和子
- FD（第3弾-）：篠崎正太（※37回目-）、橋本佳孝（※15回目-）、大江回智史（※39回目-）、石河礼（※30回目-38回目、51回目-）、大西潤（※44回目-）
- 制作進行（※44回目）：林夏姫（※44回目-、※26-36回目まではFD、※37-43回目まではAP）、趙成京（※44回目-）
- アシスタントプロデューサー（※6回目-）：今尾千里（SWITCH、※30回目-）、貞本有紀（ザ・スピングラス、※、以前はプロデューサー）、伊藤みず紀（※23回目-）、新本あじあ（※44回目-）
- ディレクター：中村貴洋、中村元紀（セプテンバー）、石澤元希、黒田長憲（第3弾-）、千田健輔（VIVIA、※37回目-）、菊池駿、高取瑞紀（※13回目-、※7-12回目まではFD）、細川顕（※51回目-）、植松祐介（フジテレビ、※37回目-）、大貫隼斗（アントラッシュ、※25回目-、第2弾までAD、第3弾-※24回目までFD）、伊藤瑚乃美（※37回目-、以前はFD）、岡本卓真（フジテレビ、※39回目-）、下野宰（※44回目-）、岩野直人（山口社、※51回目-）（中村元・石澤・千田以降→※）
- 演出：渡辺修・岡本晃尚（VIVIA、岡本→※31回目-、以前はディレクター）
- プロデューサー：若林美樹（※31回目-）・飯村徹郎（※37回目-）・坪井進一郎（第3弾-）・竹岡直弘（フジテレビ）、阿部聡・乙黒剛士（乙黒→※）・木山達朗（※37回目-）（VIVIA）、岡本計（てっぱん、※33回目、一時離脱→復帰、以前は※14回目-30回目）
- チーフプロデューサー：情野誠人（フジテレビ、※44回目-、※21-43回目まではプロデューサー）
- 制作協力：VIVIA（テレビ朝日映像）
- 制作：フジテレビ編成制作局制作センター第二制作室（旧編成局制作センター第二制作室）
- 制作著作：フジテレビ

### 過去のスタッフ
- 制作統括（第3弾-※第36回）：浜野貴敏（フジテレビ、第3弾-※第36回、第2弾まで以前はCP）
- 構成：山本太蔵、エモペイ
- クイズ構成：小堀裕也（第2弾-）、井上慶祐（第3弾）、坂野真希、塩見昌矢（※33回目まで）
- 番組内使用曲︰「リベンジ」/　WANIMA
- SW：宮本直也（第1弾）
- VE：山下將平（第3弾まで）
- 音声：片山勇（第2弾）
- 美術プロデュース：佐々木順子（フジテレビ、第2弾まで）
- アートコーディネーター：椛田学（椛田→第1弾は美術進行）
- 大道具：浅見大（第3弾まで）
- 大道具操作：佐藤貴志（第3弾まで）
- アクリル装飾：山田隼人（第3弾）
- 視覚効果（※）：荒井美沙紀（※）
- 編集：水元綾子（第3弾まで）、森本智生（第3弾）
- MA：山岸慎一郎（第2弾）
- VR監修（※7回目）：渡邊徹、越後龍一（Corent inc）
- 技術協力：IMAGICA（第1弾）
- 美術協力：フジアール
- リサーチ：フリード、ブルーマウンテン（共に第3弾-）
- 編成：藤井修（フジテレビ、第2弾まで）、赤池洋文（フジテレビ、第3弾-※17回目と※44回目-50回目）
- 広報：鈴木文太郎、木場晴香（フジテレビ、鈴木→第1弾-※13、木場→※1-13）
- デスク：小林琴美（第3弾まで）
- キャスティングプロデューサー（※2回目-）：堀川香奈（フジテレビ、※2-6回目、第2弾はキャスティング、第3弾と※1回目はキャスティング協力）、田岸宏一（クロスエイト、第3弾-、第2弾はキャスティング、第3弾・※1回目はキャスティング協力）
- FD：土生拓海（第3弾）、伊藤匠哉（※11-25回目）、藤井翔太（第3弾と※13回目-30回目）
- ディレクター：高木泉（VIVIA、第2弾）、細田謙二、増田剛、山村綾、小松生子、岡本舞（MTG）、増本敬（※15回目-）、中村直道（※27回目-、第2弾まではAD→※26回目までFD）
- アシスタントプロデューサー（※6回目-）：佐藤かな子（※、6,7回目）、二階堂恵（てっぱん、※14回目-30回目）
- プロデューサー：高瀬敦也（当時フジテレビ、第1弾）、滝澤美衣奈（フジテレビ、第2弾-※36回目）、西村宗範（フジテレビ、第3弾-※20回目）、黒木彰一（フジテレビ、※21・25回目-30回目）
- チーフプロデューサー：木月洋介（フジテレビ、第3弾、第2弾までプロデューサー、CPは※30回目まで）、朝妻一（フジテレビ、※31-43回目）

### 復活特番
- 企画・演出：千葉悠矢（フジテレビ）
- アドバイザー：鶴間政行
- クイズ構成：矢野了平、日高大介、長戸勇人、野田修平、山本悠介、大澤悠平（長戸・大澤→共に第1-3,5弾）
- TP：松本英士（フジテレビ、第3弾-）
- TM(第3弾-)：高瀬義美（第3弾-、第1弾はTP、第2弾はTD）
- SW：小川利行（第1,3弾-）
- CAM：吉原喜久（第3弾-）
- VE：石井利幸
- 音声：浮所哲也
- 照明：甲斐則行
- 美術プロデュース：副島翔太郎（フジテレビ）
- デザイン：永井達也、西出光豊（フジテレビ）
- アートコーディネーター：太田菜摘
- 大道具：宮路博貴
- 大道具操作：田中裕士
- 装飾：百瀬貴弥
- アクリル装飾：鈴木竜、鳥居大吾
- 電飾：後藤佑介、富谷聡
- 衣裳：岡田夏美
- マルチ：大高貢
- 視覚効果：中溝雅彦
- 音響効果：小堀一
- 編集：吉川豪、山崎稔、名和雄太、齋藤啓太（名和→第3弾-・齋藤→第1-3,5弾）
- MA：小林由愛子
- イラスト(第2弾-)：能町みね子（第2弾-）
- 画像提供(第5弾)：ゲッティ（第5弾、第2弾は写真協力）
- 技術協力：ニユーテレス、JAPAN MEDIA CREATE、東京オフラインセンター、TSP、IMAGICA Lab、共同テレビジョン（TSP・IMA・共同→第4弾-）
- リサーチ：フォーミュレーション（第2弾-）、カメヨ
- 広報：根本智史（フジテレビ）
- 編成：浅野翔太郎（フジテレビ）
- TK：松下絵里
- デスク：弦牧和子
- FD：和田朋美、注連内励仁、石河礼
- 制作プロデューサー(第2弾-)：今尾千里（SWITCH）、貞本有紀（ザ・スピングラス）（共に第2弾-、第1弾はアシスタントプロデューサー）
- アシスタントプロデューサー：伊藤みず紀
- ディレクター：石澤元希、細川顕、中村貴洋、黒田長憲、菊池駿、中村元紀（セプテンバー）、大西潤（大西→第5弾、第4弾まではFD）
- プロデューサー：若林美樹・竹岡直弘（フジテレビ）、岡本計（てっぱん、第1,3弾-）、木山達朗（VIVIA）
- チーフプロデューサー：情野誠人（フジテレビ）
- 制作協力：VIVIA（テレビ朝日映像）
- 制作：フジテレビ編成制作局バラエティー制作センター（第4弾-、第3弾までは編成制作局制作センター第二制作室）
- 制作著作：フジテレビ

#### 過去のスタッフ（復活特番）
- クイズ構成：とちももこ（第1,4弾）
- TP：児玉洋（フジテレビ、第2弾）
- SW：上田軌行（第2弾、第1弾はCAM）
- CAM：宮崎健司（第2弾）
- 編集：多田涼（第1,2弾）、本田純一（第4弾）
- 写真協力(第2,3弾)：アフロ（第2弾）､文藝春秋/アマナ（共に第3弾）
- カラオケ音源協力：DAM第一興商（第1弾）
- リサーチ：リベラス（第1弾）
- 制作プロデューサー(第2弾-)：新本あじあ（第2弾-、第1弾はアシスタントプロデューサー）
- ディレクター：岡本卓真（フジテレビ）、大貫隼斗（アントラッシュ）（共に第1,2弾）
- 演出：渡辺修・岡本晃尚（VIVIA、共に第1-4弾）
- プロデューサー：乙黒剛士（VIVIA、第1-4弾）、阿部聡（VIVIA、第1,2弾）

## ネット局
レギュラー放送終了時点
| 放送対象地域   | 放送局                    | 系列                                         | 放送時間           | ネット状況 |
| -------------- | ------------------------- | -------------------------------------------- | ------------------ | ---------- |
| 関東広域圏     | フジテレビ（CX）          | フジテレビ系列                               | 土曜 19:00 - 20:00 | 制作局     |
| 北海道         | 北海道文化放送（uhb）     | フジテレビ系列                               | 土曜 19:00 - 20:00 | 同時ネット |
| 岩手県         | 岩手めんこいテレビ（mit） | フジテレビ系列                               | 土曜 19:00 - 20:00 | 同時ネット |
| 宮城県         | 仙台放送（OX）            | フジテレビ系列                               | 土曜 19:00 - 20:00 | 同時ネット |
| 秋田県         | 秋田テレビ（AKT）         | フジテレビ系列                               | 土曜 19:00 - 20:00 | 同時ネット |
| 山形県         | さくらんぼテレビ（SAY）   | フジテレビ系列                               | 土曜 19:00 - 20:00 | 同時ネット |
| 福島県         | 福島テレビ（FTV）         | フジテレビ系列                               | 土曜 19:00 - 20:00 | 同時ネット |
| 新潟県         | NST新潟総合テレビ（NST）  | フジテレビ系列                               | 土曜 19:00 - 20:00 | 同時ネット |
| 長野県         | 長野放送（NBS）           | フジテレビ系列                               | 土曜 19:00 - 20:00 | 同時ネット |
| 静岡県         | テレビ静岡（SUT）         | フジテレビ系列                               | 土曜 19:00 - 20:00 | 同時ネット |
| 富山県         | 富山テレビ（BBT）         | フジテレビ系列                               | 土曜 19:00 - 20:00 | 同時ネット |
| 石川県         | 石川テレビ（ITC）         | フジテレビ系列                               | 土曜 19:00 - 20:00 | 同時ネット |
| 福井県         | 福井テレビ（FTB）         | フジテレビ系列                               | 土曜 19:00 - 20:00 | 同時ネット |
| 中京広域圏     | 東海テレビ（THK）         | フジテレビ系列                               | 土曜 19:00 - 20:00 | 同時ネット |
| 近畿広域圏     | 関西テレビ（KTV）         | フジテレビ系列                               | 土曜 19:00 - 20:00 | 同時ネット |
| 島根県・鳥取県 | さんいん中央テレビ（TSK） | フジテレビ系列                               | 土曜 19:00 - 20:00 | 同時ネット |
| 岡山県・香川県 | 岡山放送（OHK）           | フジテレビ系列                               | 土曜 19:00 - 20:00 | 同時ネット |
| 広島県         | テレビ新広島（TSS）       | フジテレビ系列                               | 土曜 19:00 - 20:00 | 同時ネット |
| 愛媛県         | テレビ愛媛（EBC）         | フジテレビ系列                               | 土曜 19:00 - 20:00 | 同時ネット |
| 高知県         | 高知さんさんテレビ（KSS） | フジテレビ系列                               | 土曜 19:00 - 20:00 | 同時ネット |
| 福岡県         | テレビ西日本（TNC）       | フジテレビ系列                               | 土曜 19:00 - 20:00 | 同時ネット |
| 佐賀県         | サガテレビ（STS）         | フジテレビ系列                               | 土曜 19:00 - 20:00 | 同時ネット |
| 長崎県         | テレビ長崎（KTN）         | フジテレビ系列                               | 土曜 19:00 - 20:00 | 同時ネット |
| 熊本県         | テレビくまもと（TKU）     | フジテレビ系列                               | 土曜 19:00 - 20:00 | 同時ネット |
| 宮崎県         | テレビ宮崎（UMK）         | フジテレビ系列 日本テレビ系列 テレビ朝日系列 | 土曜 19:00 - 20:00 | 同時ネット |
| 鹿児島県       | 鹿児島テレビ（KTS）       | フジテレビ系列                               | 土曜 19:00 - 20:00 | 同時ネット |
| 沖縄県         | 沖縄テレビ（OTV）         | フジテレビ系列                               | 土曜 19:00 - 20:00 | 同時ネット |

- 2018年4月よりスペシャル放送は番組終盤の6分間はローカルセールス枠のため、一部系列局ではフジテレビの放送終了時刻の6分前に飛び降りとなるが、フジテレビ以外の通常時同時フルネット局でも臨時に6分前で飛び降りする一方、通常時同時ネット局でも臨時で同時フルネットで放送する場合があった。基本的に、番組の本筋に関しては飛び降りポイントの前に決着させ、最後の6分間はエキシビションマッチ的な位置づけとしていた。

## 関連書籍
- 超逆境クイズバトル!! 99人の壁 公式問題集（扶桑社[23]、2019年9月27日） ISBN 978-4594082826
  - 未放送問題を含む番組内で出題された全172問を主に学校での科目毎に「国語の壁」「社会の壁」「理科の壁」、算数・音楽・家庭・体育関連を集めた「最後の壁」の各章に分けて収録。